# Myrmeleon (Myrmeleon) sumatrensis
Myrmeleon (Myrmeleon) sumatrensis is een insect uit de familie van de mierenleeuwen (Myrmeleontidae), die tot de orde netvleugeligen (Neuroptera) behoort. 
Myrmeleon (Myrmeleon) sumatrensis is voor het eerst wetenschappelijk beschreven door van der Weele in 1909.